# هاروتیون جرکزیان
هاروتیون موکوچی جرکزیان (ارمنی: Հարություն Մուկուչի Չերքեզյան؛  زادهٔ ۱۹۱۲ - درگذشته تاریخ نامعلوم) کارشناس علوم پرورشی اهل ارمنستان بود.

## زندگی‌نامه
وی در ۱۹۱۲ در اودزون به دنیا آمد و از دانشگاه دولتی تفلیس فارغ‌التحصیل گشت. همچنین برندهٔ جوایزی همچون نشان پرچم سرخ کار، مدال شجاعت کار، مدال به خاطر پیروزی مقابل آلمان در جنگ بزرگ میهنی (۱۹۴۵–۱۹۴۱)، نشان پیش‌کسوت کار و آموزگار شایسته ارمنستان شوروی (۱۹۶۵) شده‌است. 